# Georg Schauman
Georg Carl August Schauman (14. september 1870 i Helsinki–6. oktober 1930 sammesteds) var en finsk bibliotekar og politiker. Han var søn af August Schauman.
Schauman blev Dr. phil. 1911 og universitetsbibliotekar 1914. Hans publikationer omfatter især emner fra biblioteksvidenskaben og nationaløkonomiens historie. Han har deltaget i det politiske liv først 
som medlem af landdagen og sidenhen som medlem af rigsdagen. Han hørte til den radikale fløj af det svenske Folkeparti og var en af bærerne af det interparlamentariske arbejde i Finland.